# Las Torres de Cotillas
Las Torres de Cotillas – gmina w Hiszpanii, w prowincji Murcja, w Murcji, o powierzchni 38,78 km². W 2011 roku gmina liczyła 21 608 mieszkańców.